# Ngày Chè Quốc tế
Ngày Chè Quốc tế, viết tắt theo tiếng Anh là ITD (International Tea Day) là một ngày hành động quốc tế, được chọn là ngày 15 tháng 12 được Tổ chức Lương thực và Nông nghiệp Liên Hợp Quốc (FAO) thông qua năm 2015. Ngày Chè Quốc tế nhằm thu hút sự chú ý toàn cầu của chính phủ và người dân đối với tác động của thương mại chè toàn cầu đối với người lao động và người trồng, và có liên quan đến các yêu cầu hỗ trợ giá và thương mại công bằng. Ngày Chè Quốc tế được tổ chức đầu tiến năm 2005 tại các nước sản xuất chè như Bangladesh, Sri Lanka, Nepal, Việt Nam, Indonesia, Kenya, Malawi, Malaysia, Uganda, Ấn Độ và Tanzania .